# 10835 Fröbel
(10835) Frobel, denumire internațională (10835) Fröbel, este un asteroid din centura principală de asteroizi.

## Descriere
10835 Fröbel este un asteroid din centura principală de asteroizi. A fost descoperit pe 12 noiembrie 1993 la Tautenburg de Freimut Börngen. Asteroidul prezintă o orbită caracterizată de o semiaxă mare de 2,31 ua, o excentricitate de 0,07 și o înclinație de 7,0° în raport cu ecliptica.